# Allora (calciatore)
 Allora (fl. XX secolo) è stato un calciatore italiano, di ruolo centrocampista.

## Carriera
Con l'US Torinese disputa 19 gare nel campionato di Prima Divisione 1922-1923.